# John E. Björling
För personer med liknande namn, se John Björling.
John Einar Björling, även känd som Johny Björling och Johny Baxter, född 21 augusti 1909 i Lidingö församling i Stockholms län, död 22 juli 1993 i Älvsjö, Brännkyrka församling, Stockholm, var en svensk skådespelare och cirkusartist.

## Biografi
John E. Björling var son till John W. Björling och Tora Westerlund samt bror till skådespelaren Sven Björling.
Han började tidigt som cirkusartist i akrobatgruppen Vikingarna. Clownen Charlie Rivel engagerade honom 1940 till sin show Chaplin i trapets i vilken han uppträdde fram till 1946. Han fortsatte sedan arbeta som clown på egen hand, bland annat under 1960-talet under namnet Johny Baxter.
John E. Björling var 1942–1947 gift med Ulla Leegard Björling och 1948–1955 med cirkusartisten Inga-Lisa Björling, ogift Karlsson (1926–1992). Tillsammans med den senare fick han döttrarna Jeanette Björling Brun (1946–2014) och Ilse Björling Montana (1947–2015), som är mor till Jannike Björling.
Björling är gravsatt i minneslunden på Skogskyrkogården i Stockholm.

## Filmografi
- 1945 – Galgmannen
- 1949 – Stora Hoparegränd och himmelriket

## Teater

### Roller (ej komplett)
| År   | Roll        | Produktion                  | Regi            | Teater                 |
| ---- | ----------- | --------------------------- | --------------- | ---------------------- |
| 1961 | En gycklare | Othello William Shakespeare | Birgit Cullberg | Stockholms stadsteater |